# 에메랄드

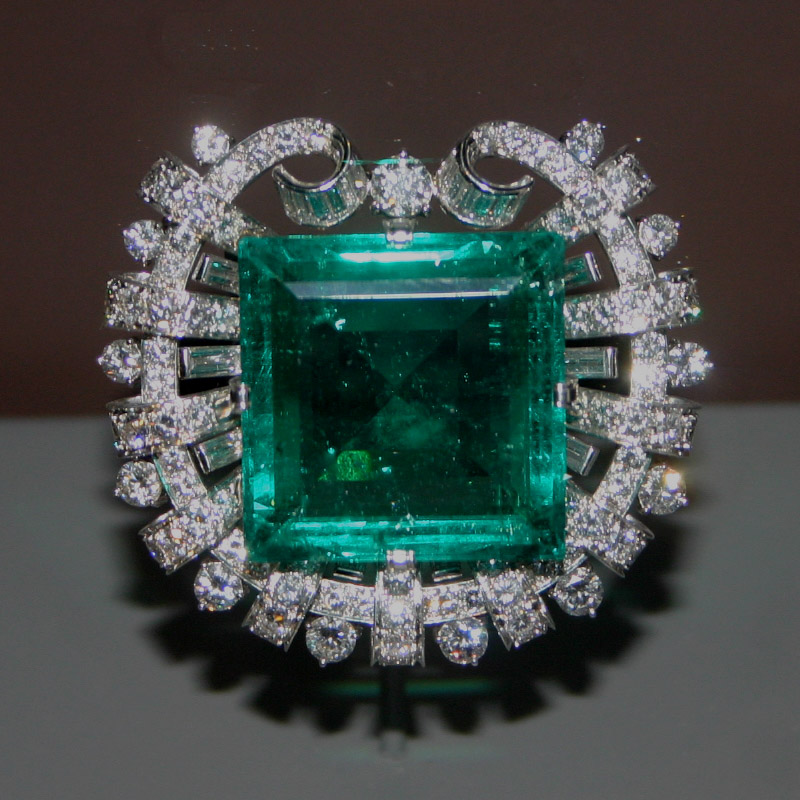
에메랄드의 모습.

에메랄드(영어: emerald)는 크로뮴을 함유하여 비취색(밝은 녹색)을 띠는 녹주석의 일종으로,   취옥(翠玉)이라고도 한다.   녹주석 및 청람색의  아쿠아마린이 흔히 페그마타이트에서 산출되는 데 비하여, 에메랄드는 흑운모편암에서 산출되거나 점판암에서 산출된다. 세계적인 산지는 남아메리카의 콜롬비아이며, 5월의 탄생석이다.
장교 임관반지에서는 학군사관(ROTC)출신의 임관반지에 해당되는 보석이다.

## 같이 보기
- 광물 목록
- 사파이어
- 루비
- 터키석

## 참고 자료
- 이 문서에는 다음커뮤니케이션(현 카카오)에서 GFDL 또는 CC-SA 라이선스로 배포한 글로벌 세계대백과사전의 내용을 기초로 작성된 글이 포함되어 있습니다.